# Athletic Club de Madrid 1906-1907
Questa voce raccoglie le informazioni riguardanti l'Athletic Club de Madrid, antico nome del Club Atlético de Madrid, nelle competizioni ufficiali della stagione 1906-1907.

## Stagione
Nella stagione 1906-1907 i Colchoneros disputarono il campionato Regional de Madrid, che però venne annullato per irregolarità. Non partecipò alla Coppa del Re.

## Organigramma societario
Le cariche societarie.
- Presidente: Ricardo de Gondra
- Vicepresidente: Ramon de Arancibia
- Segretario: Abdón de Alaiza
- Vicesegretario: Pío García Novoa
- Tesoriere: Tomas Murga
- Contabile: Hermenegildo García
- Membri ordinari: Roque Allende, Claudio Ibañez de Aldecoa, Joaqín Elósegui

## Maglie e sponsor
| Manica sinistra · Maglietta · Maglietta · Manica destra · Pantaloncini · Calzettoni |

## Rosa
Rosa e ruoli dell'Athletic Club de Madrid nella stagione 1906-07
| N. |                   | Ruolo | Calciatore        |
| -- | ----------------- | ----- | ----------------- |
| -  | Spagna (bandiera) | P     | Ricardo de Gondra |
| -  | Spagna (bandiera) | D     | Roque Allende     |
| -  | Spagna (bandiera) | C     | Moreno            |
| -  | Spagna (bandiera) | C     | Tomas Murga       |
| -  | Spagna (bandiera) | A     | Celada            |

| N. |                   | Ruolo | Calciatore      |
| -- | ----------------- | ----- | --------------- |
| -  | Spagna (bandiera) | A     | Joaqín Elósegui |
| -  | Spagna (bandiera) |       | Pardo           |
| -  | Spagna (bandiera) |       | Gildo           |
| -  | Spagna (bandiera) |       | Astigarraga     |

## Risultati

### Campeonato Regional de Madrid
| Madrid 2 dicembre 1906, ore 9:30 | Madrid CF | 2 – 0 referto | Athlétic Madrid |  |

| Madrid 2 dicembre 1906, ore 11:30 | Madrid CF | 2 – 1 referto | Athlétic Madrid |  |

| Madrid 2 dicembre 1906, ore 14:30 | Madrid CF | 0 – 5 referto | Athlétic Madrid |  |

## Statistiche

### Statistiche di squadra
| Competizione                  | Punti | Totale | Totale | Totale | Totale | Totale | Totale | DR |
| Competizione                  | Punti | G      | V      | N      | P      | Gf     | Gs     | DR |
| ----------------------------- | ----- | ------ | ------ | ------ | ------ | ------ | ------ | -- |
| Campeonato Regional de Madrid | 2     | 3      | 1      | 0      | 2      | 6      | 4      | +2 |
| Totale                        | 2     | 4      | 2      | 0      | 2      | 8      | 4      | +4 |